# Межколониальная выставка в Виктории
Межколониальная выставка в Виктории состоялась в Мельбурне, Виктория со 2 сентября по 16 ноября 1875 года. 

## Состав комиссии
Комиссию возглавил сэр Редмонд Барри. Также в ней состояли представители Законодательной ассамблеи Виктории, действующий мэр Мельбурна Джеймс Гейтхаус, его предшественник и священник, химик и минералог Джон Блесдейл.
Затем в состав комиссии вошли: экс-премьеры Виктории Джон О'Шанасси, Джеймс МакКуллок и Джон Макферсон, химик Джеймс Босисто. Секретарём стал политик и журналист Джордж Леви.

## Открытие
Выставка разместилась в здании Государственной библиотеки Виктории вдоль специальной конструкции из железа и дерева, построенной специально для этого случая. На выставке присутствовали представители из колоний Виктория (805 чел.), Новый Южный Уэльс, Южная Австралия, Тасмания (118 чел.), 86 человек из Северной территории и по два представителя Сингапура и Японии.

## Экспонаты
На выставке были представлены два сорта пива, три выгравированные на меди карты Виктории, выгравированная Молитва Господня и 50 различных видов Стенографии. Академия изобразительных искусств Виктории предоставила для мероприятия картины австралийских художников.

## Закрытие
16 ноября, в полдень, сэр Редмонд Барри объявил о закрытии выставки. Затем, обращаясь к губернатору Виктории Уильяму Стэвеллу, подвёл итоги выставки - количество организаторов, посетителей и прибыли, кол-во памятных медалей, вручённых участникам и организаторам. Барри также поблагодарил Национальный музей и Государственную библиотеку Виктории за оказание помощи в организации мероприятия.